# Alimentation linéaire
Pour les articles homonymes, voir Alimentation (homonymie).

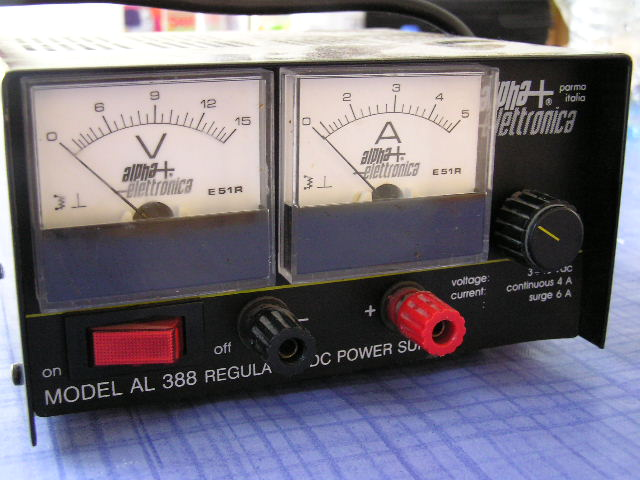
Alimentation stabilisée de laboratoire

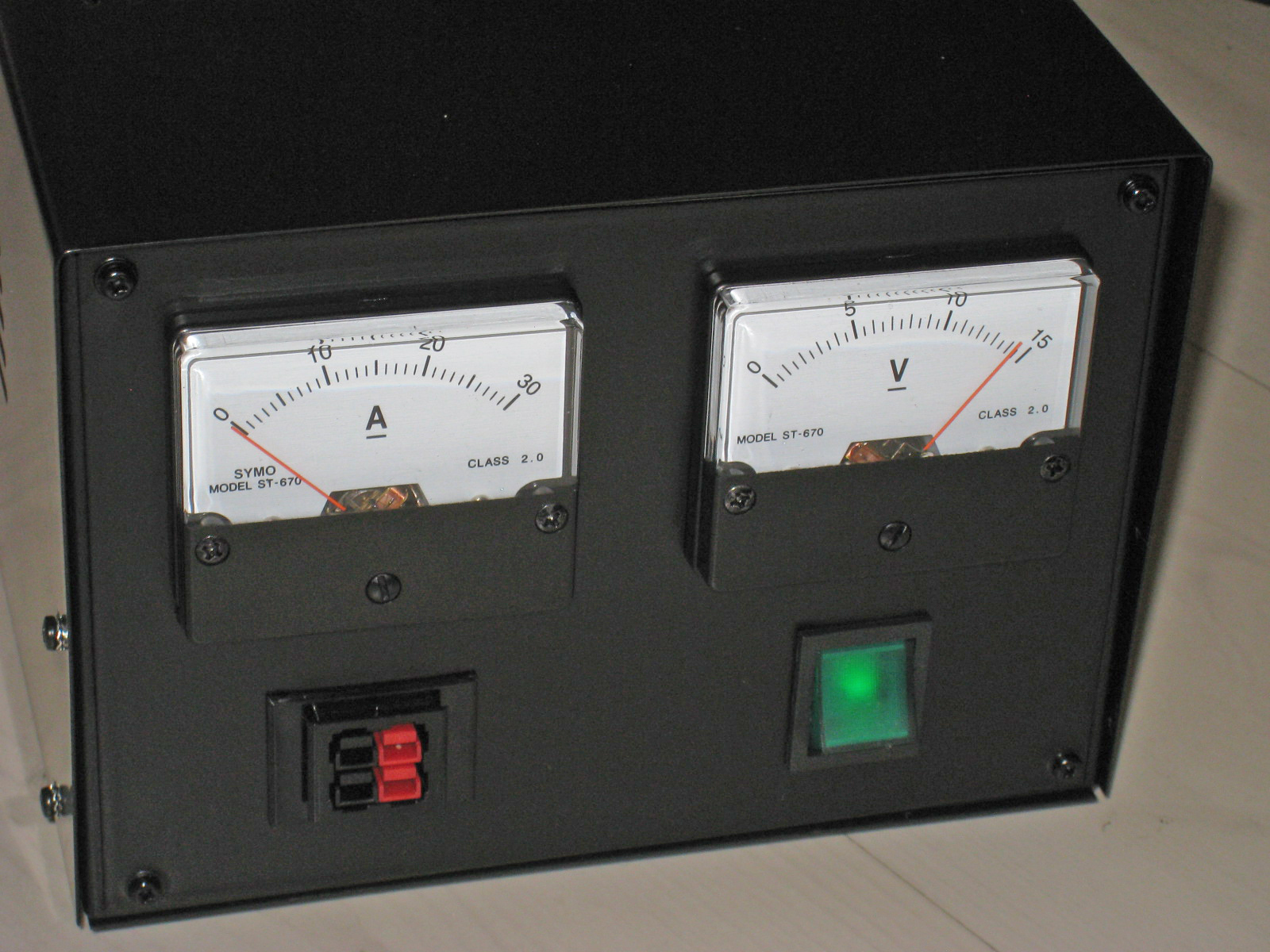
Alimentation stabilisée de tension fixe

Une alimentation linéaire est un dispositif à base d'électronique de puissance qui fournit à un dispositif électrotechnique une ou plusieurs tensions continues parfaitement stabilisées et maintenues constantes malgré les fluctuations de la source (le réseau) et de la charge. L'alimentation peut être conçue pour délivrer de quelques watts à plusieurs centaines de watts.

## Constitution
Ce type d'alimentation est constituée de la mise en cascade des éléments suivants :
- Un transformateur
- Un montage redresseur,
- Un régulateur linéaire dont le fonctionnement est asservi à la consigne

## Principales utilisations
On trouve ce type d'alimentation dans presque tous les appareils alimentés par le réseau électrique et embarquant de l'électronique, mais aussi dans tous les systèmes nécessitant une tension de sécurité stabilisée.